# 长江学者成就奖
长江学者成就奖是长江学者奖励计划的一部分，由中国教育部于1998年设立，每年评选一次，该奖项旨在表彰“取得国际公认领先水平的重大科研成果或者突破性进展的”华人学者。

## 历史
1998年，由中华人民共和国教育部与香港长江实业创办人李嘉诚共同筹资设立的“长江学者奖励计划”全面启动，彼时，计划内容包括建立特聘教授岗位制度和设立“长江学者成就奖”，成就奖的评选按照《“长江学者成就奖”实施办法（试行）》执行。1999年公布的首届成就奖设一等奖两名（奖金各100万元），设二等奖一名（奖金50万元）。
2005年，教育部与香港李嘉诚基金会决定自2005年至2009年继续实施“长江学者成就奖”，并将实施范围从中国大陆地区扩大到港澳地区学校和中科院所属院校。同年，中华人民共和国教育部教师工作司发布《“长江学者成就奖”实施办法》，决定自2005年至2009年继续实施“长江学者成就奖”。该《办法》规定，成就奖以奖励自然科学研究为主，获奖人员应为在中国内地及港澳地区高等学校或中国科学院系统任职的50岁以下华人学者，需在“本学科领域取得国际公认的领先水平的重大科研成果或突破性进展”。
2007年，教育部教师工作司对“长江学者成就奖”的奖项设置和奖励人员范围进行了调整，将原来的综合性评奖改为学科单项奖，具体分为“数理化科学、信息科学、工程科学、地球科学与环境科学”5个单项奖项，每个学科最多可评选一名获奖者；环境科学奖的奖励范围扩大到中国国家环保总局所属研究机构。
2012年，新的长江学者奖励计划启动，“长江学者成就奖”被取消。

## 获奖者名单
| 年度     | 奖项                 | 获得者           | 所在单位                     |
| -------- | -------------------- | ---------------- | ---------------------------- |
| 1999年度 | 一等奖               | 陈竺             | 上海交通大学                 |
| 1999年度 | 一等奖               | 夏家辉小组       | 中南大学                     |
| 1999年度 | 二等奖               | 范守善           | 清华大学                     |
| 2000年度 | 一等奖               | 舒德干及其合作者 | 西北大学                     |
| 2000年度 | 二等奖               | 空缺             |                              |
| 2001年度 | 一等奖               | 张伟平           | 南开大学                     |
| 2001年度 | 一等奖               | 李小文           | 北京师范大学                 |
| 2001年度 | 二等奖               | 空缺             |                              |
| 2005年度 | 一等奖               | 李宁             | 中国农业大学                 |
| 2005年度 | 二等奖               | 李家洋           | 中国科学院遗传与发育生物学所 |
| 2005年度 | 二等奖               | 曹雪涛           | 第二军医大学                 |
| 2005年度 | 二等奖               | 沈祖尧           | 香港中文大学                 |
| 2006年度 | 一等奖               | 张亚平           | 中国科学院昆明动物研究所     |
| 2006年度 | 一等奖               | 翟婉明           | 西南交通大学                 |
| 2006年度 | 二等奖               | 盧煜明           | 香港中文大学                 |
| 2006年度 | 二等奖               | 方精云           | 北京大学                     |
| 2007年度 | 数理化科学奖         | 空缺             |                              |
| 2007年度 | 生命科学奖           | 陈小章           | 香港中文大学                 |
| 2007年度 | 信息科学奖           | 空缺             |                              |
| 2007年度 | 工程科学奖           | 马军             | 哈尔滨工业大学               |
| 2007年度 | 环境科学奖           | 江桂斌           | 中国科学院                   |
| 2008年度 | 数理化科学奖         | 陳仙輝           | 中国科学技术大学             |
| 2008年度 | 生命科学奖           | 程和平           | 北京大学                     |
| 2008年度 | 信息科学奖           | 张广军           | 北京航空航天大学             |
| 2008年度 | 工程科学奖           | 林忠钦           | 上海交通大学                 |
| 2008年度 | 资源与环境科学奖     | 郑永飞           | 中国科学技术大学             |
| 2009年度 | 数理化科学奖         | 杨学明           | 中国科学院大连化学物理研究所 |
| 2009年度 | 生命科学奖           | 韩家淮           | 厦门大学                     |
| 2009年度 | 信息科学奖           | 空缺             |                              |
| 2009年度 | 工程科学奖           | 祝小平           | 西北工业大学                 |
| 2009年度 | 地球科学与环境科学奖 | 曾光明           | 湖南大学                     |